# David Gaudu
David Gaudu (Landivisiau, 10 oktober 1996) is een Frans wielrenner die sinds 2016 rijdt voor Groupama-FDJ.

## Carrière
In 2016 won Gaudu de tweede etappe van de Vredeskoers voor beloften door in de oplopende finish op de Dlouhé stráně Tao Geoghegan Hart zeven seconden voor te blijven. Hierdoor nam hij de leiderstrui over van Daniel Auer, die de eerste etappe op zijn naam had geschreven. In de laatste etappe, met vertrek en aankomst in Jeseník, wist Gaudu zijn leiderstrui te behouden en zo het algemeen klassement op zijn naam te schrijven. Door deze resultaten mocht Gaudu vanaf eind juli stage lopen bij FDJ.
Gaudu werd opgenomen in een Franse selectie voor de Ronde van de Toekomst die halverwege augustus zou starten. Hij stond hier als een van de favorieten aan het vertrek. Één dag voor de start werd bekend dat Gaudu een profcontract had getekend bij FDJ, de ploeg waar hij op dat moment al stage liep. De zesde etappe, met aankomst in Tignes, wist Gaudu te winnen door in de slotfase weg te rijden bij zijn medevluchters en op de streep veertien seconden over te houden op Edward Ravasi. In het klassement stond de Fransman tweede, op negen seconden van de Colombiaan John Anderson Rodríguez. Een dag later werd Gaudu tweede en was zijn voorsprong op Rodríguez groot genoeg om de leiderstrui over te nemen. Deze leiderstrui wist hij in de laatste etappe te verdedigen, waardoor hij Marc Soler opvolgde als winnaar van de beloftenwedstrijd.
Zijn debuut als prof maakte Gaudu in de GP La Marseillaise, waar hij op plek 81 finishte. Bijna twee maanden later reed hij zijn eerste World Tourwedstrijd, toen hij aan de start stond van de Ronde van Catalonië. In de vijfde etappe, met aankomst bergop, finishte hij op 58 seconden van winnaar Alejandro Valverde als zevende. Vijf dagen na de Catalaanse etappekoers, die hij afsloot op plek 38 in het algemeen klassement, werd hij vierde in de door Laurent Pichon gewonnen Route Adélie de Vitré. In de Waalse Pijl viel Gaudu aan op de laatste beklimming van de Muur van Hoei, terwijl Valverde in zijn wiel meesprong. De Spanjaard ging hem voorbij en won voor de vierde maal op rij. Gaudu werd negende, in een groep op één seconde van Valverde. Eind mei sprintte Gaudu, twintig seconden nadat zijn ploeggenoot Odd Christian Eiking solo als winnaar over de streep was gekomen, naar de tweede plaats in de Boucles de l'Aulne. In juli won hij de derde etappe in de Ronde van de Ain, waardoor hij naar de tweede plaats in het algemeen klassement steeg. In de laatste etappe kon hij klassementsleider en ploeggenoot Thibaut Pinot niet meer voorbij, waardoor hij de tweede plaats in het eindklassement bezette. Wel eindigde hij bovenaan het jongerenklassement. Na onder meer een twaalfde plaats in de Ronde van de Doubs en een vijfde plaats in Milaan-Turijn sloot Gaudu zijn seizoen af in de Ronde van Lombardije, waar hij op plek 44 finishte.

## Palmares

### Overwinningen
2014
3e etappe Aubel-Thimister-La Gleize
Eindklassement Aubel-Thimister-La Gleize
2016
2e etappe Vredeskoers, Beloften
Eind- en puntenklassement Vredeskoers, Beloften
6e etappe Ronde van de Toekomst
Eindklassement Ronde van de Toekomst
2017
3e etappe Ronde van de Ain
Jongerenklassement Ronde van de Ain
2019
Jongerenklassement Ronde van de Provence
Jongerenklassement Ronde van de Verenigde Arabische Emiraten
3e etappe Ronde van Romandië
Jongerenklassement Ronde van Romandië
2020
11e en 17e etappe Ronde van Spanje
2021
Jongerenklassement Ronde van de Alpes-Maritimes en de Var
Classic de l'Ardèche
6e etappe Ronde van het Baskenland
Jongerenklassement Critérium du Dauphiné
5e etappe Ronde van Luxemburg
2022
2e etappe Ronde van de Algarve
3e etappe Critérium du Dauphiné
2023
Bergklassement Ronde van de Alpes-Maritimes en de Var
2024
Ronde van de Jura
5e etappe Ronde van Luxemburg
2025
3e etappe Ronde van Oman

## Resultaten in voornaamste wedstrijden
| Jaar | Ronde van Italië | Ronde van Frankrijk | Ronde van Spanje |
| ---- | ---------------- | ------------------- | ---------------- |
| 2017 |                  |                     |                  |
| 2018 |                  | 34e                 |                  |
| 2019 |                  | 13e                 |                  |
| 2020 |                  | opgave              | 8e (2)           |
| 2021 |                  | 11e                 |                  |
| 2022 |                  | 4e                  |                  |
| 2023 |                  | 9e                  |                  |
| 2024 |                  | 65e                 | 6e               |
| 2025 | 66e              |                     |                  |

| Jaar | Amstel Gold Race | Luik-Bast.‑Luik | Ronde van Lombardije | Waalse Pijl | Clásica San Sebastián |  | WK op de weg |  | Wereldranglijsten |
| ---- | ---------------- | --------------- | -------------------- | ----------- | --------------------- |  | ------------ |  | ----------------- |
| 2017 |                  |                 | 44e                  | 9e          |                       |  |              |  | 176e (UWT)        |
| 2018 |                  | 85e             | 79e                  | opgave      | opgave                |  |              |  | 157e (UWT)        |
| 2019 |                  | 6e              | 11e                  | 46e         | opgave                |  |              |  | 47e (UWR)         |
| 2020 |                  |                 |                      |             |                       |  |              |  |                   |
| 2021 | 34e              | ↑               | 7e                   | 7e          |                       |  |              |  | 16e (UWT)         |
| 2022 |                  |                 |                      |             | opgave                |  |              |  | 44e (UWT)         |
| 2023 | opgave           | opgave          |                      | opgave      |                       |  |              |  |                   |
| 2024 |                  | 43e             | 9e                   | opgave      |                       |  | 33e          |  |                   |
| 2025 |                  |                 |                      |             |                       |  |              |  |                   |

### Resultaten in kleinere rondes
| Jaar | Ronde van de Verenigde Arabische Emiraten | Parijs-Nice | Tirreno-Adriatico | Ronde van Catalonië | Ronde van het Baskenland | Ronde van Romandië | Critérium du Dauphiné |
| ---- | ----------------------------------------- | ----------- | ----------------- | ------------------- | ------------------------ | ------------------ | --------------------- |
| 2017 |                                           |             |                   | 38e                 |                          | 39e                | opgave                |
| 2018 |                                           |             |                   | 12e                 |                          | 20e                | 45e                   |
| 2019 | ↑                                         |             |                   |                     | 18e                      | 5e                 | 40e                   |
| 2020 | 4e                                        |             |                   |                     |                          |                    |                       |
| 2021 |                                           | opgave      |                   |                     | 5e (1)                   |                    | 9e                    |
| 2022 |                                           | opgave      |                   |                     |                          |                    |                       |
| 2023 |                                           | ↑           |                   |                     | 4e                       |                    |                       |
| 2024 |                                           | opgave      |                   |                     | opgave                   | 14e                | 15e                   |
| 2025 |                                           |             | opgave            |                     |                          |                    |                       |

## Ploegen
- 2016 –  FDJ (stagiair vanaf 27-7)
- 2017 –  FDJ
- 2018 –  Groupama-FDJ
- 2019 –  Groupama-FDJ
- 2020 –  Groupama-FDJ
- 2021 –  Groupama-FDJ
- 2022 –  Groupama-FDJ
- 2023 –  Groupama-FDJ
- 2024 –  Groupama-FDJ
- 2025 –  Groupama-FDJ

Bonnet · Chavanel · Courteille · Delage · Démare · Eiking · Elissonde · Fischer · Fournier · Geniez · Hoelgaard · Konovalovas · Ladagnous · Le Bon · Le Gac · Lecuisinier · Maison · Manzin · Morabito · Offredo · Pichon · Pineau · Pinot · Reichenbach · Reza · Roux · Roy · Sarreau · Vaugrenard · Vichot · Doubey (stagiair) · Gaudu (stagiair) · Vincent (stagiair)
Bonnet · Cimolai · Courteille · Delage · Démare · Eiking · Fournier · Gaudu · Guarnieri · Hoelgaard · Konovalovas · Ladagnous · Le Bon · Le Gac · Ludvigsson · Maison · Manzin · Molard · Morabito · Pineau · Pinot · Reichenbach · Reza · Roux · Roy · Sarreau · Vaugrenard · Vichot · Vincent · Armirail (stagiair) · Madouas (stagiair) · Seigle (stagiair)
Armirail · Bonnet · Cimolai · Delage · Démare · Duchesne · Gaudu · Guarnieri · Hoelgaard · Konovalovas · Ladagnous · Le Gac · Ludvigsson · Madouas · Molard · Morabito · Pinot · Preidler · Reichenbach · Roux · Roy · Sarreau · Seigle · Sinkeldam · Thomas · Vaugrenard · Vichot · Vincent
Armirail · Bonnet · Delage · Démare · Duchesne · Frankiny · Gaudu · Geniets · Guarnieri · Hoelgaard · Konovalovas · Küng · Ladagnous · Le Gac · Ludvigsson · Madouas · Molard · Morabito · Pinot · Preidler · Reichenbach · Roux · Sarreau · Scotson · Seigle · Sinkeldam · Thomas · Vaugrenard · Vincent · Brunel (stagiair) · Jerman (stagiair) · Louvel (stagiair)
Armirail · Bonnet · Brunel · Delage · Démare · Duchesne · Frankiny · Gaudu · Geniets · Guarnieri · Gugliemi · Konovalovas · Küng   · Ladagnous · Le Gac · Lienhard · Ludvigsson · Madouas · Molard · Pinot · Reichenbach · Roux · Sarreau · Scotson · Seigle · Sinkeldam · Thomas · Vincent · Davy (stagiair) · Stewart (stagiair)
Armirail · Badilatti · van den Berg · Bonnet · Brunel · Davy · Delage · Démare · Duchesne · Gaudu · Geniets · Guarnieri · Gugliemi · Konovalovas · Küng     · Ladagnous · Le Gac · Lienhard · Ludvigsson · Madouas · Molard · Pinot · Reichenbach · Roux · Scotson · Seigle · Sinkeldam · Stewart · Thomas · Valter
Armirail · Askey · Badilatti · Davy · Démare · Duchesne · Gaudu · Geniets · Guarnieri · Konovalovas · Küng   · Ladagnous · Le Gac · Lienhard · Ludvigsson · Madouas · Molard · Pacher · Penhoët (vanaf 1/8) · Pinot · Reichenbach · Roux · Scotson · Sinkeldam · Stewart · Storer · Valter · van den Berg · Welten
Armirail · Askey · Davy · Démare (tot 31/7) · Gaudu · Geniets · Germani · Grégoire · Konovalovas · Küng · Ladagnous · Le Gac · Lienhard · Madouas · Martinez · Molard · Pacher · Paleni · Penhoët · Pinot · Pithie · Scotson · Stewart · Storer · Thompson · van den Berg · Watson · Welten
Askey · Barthe · Bystrøm · Davy · Gaudu · Geniets · Germani · Grégoire · Gruel (vanaf 1/3) · Konovalovas · Küng · Le Gac · Le Huitouze · Lienhard · Madouas · Martinez · Molard · Pacher · Paleni · Penhoët · Pithie · Rochas · Russo · Sarreau · Thompson · van den Berg · Walls · Watson